# Обі-хан

Мон роду Іто

Обі-хан (яп. 飫肥藩, おびはん) — хан в Японії, у провінції Хюґа, регіоні Кюсю.

## Короткі відомості
- Адміністративний центр: містечко Обі повіту Нака[1] (сучасне місто Нітінан префектури Міядзакі).

- Дохід: 51 000 коку.

- Управлявся родом Іто, що належав до тодзама і мав статус володаря замку (城主). Голови роду мали право бути присутніми у вербовій залі сьоґуна.

- Ліквідований в 1871.

## Правителі
| №  | Ім'я          | Ім'я     | Роки      | Ранг, титул       | Примітки                   |
| -- | ------------- | -------- | --------- | ----------------- | -------------------------- |
| 1  | Іто Сукетаке  | 伊東祐兵 | 1587-1600 | 従五位下 豊前守   | Дев'ятий син Іто Йосісуке  |
| 2  | Іто Сукенорі  | 伊東祐慶 | 1600-1636 | 従五位下 修理大夫 | Другий син Іто Сукетаке    |
| 3  | Іто Сукехіса  | 伊東祐久 | 1636-1657 | 従五位下 大和守   | Старший син Іто Сукенорі   |
| 4  | Іто Сукеміті  | 伊東祐由 | 1657-1661 | 従五位下 左京亮   | Старший син Іто Сукехіси   |
| 5  | Іто Сукедзане | 伊東祐実 | 1661-1714 | 従五位下 大和守   | Четвертий син Іто Сукехіси |
| 6  | Іто Сукенаґа  | 伊東祐永 | 1714-1739 | 従五位下 修理亮   | Старший син Іто Сукенобу   |
| 7  | Іто Сукеюкі   | 伊東祐之 | 1739-1744 | 従五位下 大和守   | Дев'ятий син Іто Сукенаґи  |
| 8  | Іто Сукетака  | 伊東祐隆 | 1744-1757 | 従五位下 修理大夫 | Третій син Іто Сукенаґи    |
| 9  | Іто Сукейосі  | 伊東祐福 | 1757-1781 | 従五位下 大和守   | Старший син Іто Сукетака   |
| 10 | Іто Сукеацу   | 伊東祐鐘 | 1781-1798 | 従五位下 左京亮   | Старший син Іто Сукейосі   |
| 11 | Іто Сукетамі  | 伊東祐民 | 1798-1812 | 従五位下 修理大夫 | Старший син Іто Сукеацу    |
| 12 | Іто Сукехіро  | 伊東祐丕 | 1812-1814 | 従五位下 修理大夫 | Другий син Іто Сукеацу     |
| 13 | Іто Сукетомо  | 伊東祐相 | 1814-1869 | 従五位下 右京大夫 | Старший син Іто Сукетамі   |
| 14 | Іто Сукейорі  | 伊東祐帰 | 1869-1871 | 正四位 修理大夫   | Старший син Іто Сукетомо   |